# Lemmy (программное обеспечение)
Lemmy — свободное программное обеспечение с открытым исходным кодом для создания собственных агрегаторов ссылок и веб-форумов.

## Создание и финансирование
Программное обеспечение Lemmy было создано пользователем Dessalines на GitHub в феврале 2019 года и распространяется под лицензией Affero General Public License. Разработка финансируется за счет индивидуальных пожертвований, а также получает финансирование через NGI0 Discovery Fund NLnet.

## Название
В сообщении, опубликованном в 2020 году, один из создателей Lemmy Dessalines написал о происхождении названия проекта так: «Долгое время он был безымянным, но я хотел сохранить традицию называть проекты в честь животных. Я играл в олдскульную игру Lemmings, а Lemmy (из Motorhead) скончался на той неделе, мы провели несколько голосований для выбора имени, и я согласился с этим».

## Серверы приложения и сеть
Серверы Lemmy с пользовательским контентом и обсуждением контента на интернет-форуме управляются разными людьми или корпорациями, каждая из которых имеет свою собственную политику модерации контента.
Пользователи отдельных серверов Lemmy отправляют сообщения со ссылками, текстом или изображениями на созданные пользователями ресурсы, называемые «сообществами». Сообщества — это созданные пользователями форумы для обсуждений. Они являются неотъемлемой частью Lemmy, поскольку пользователи должны размещать свои ссылки, изображения или обсуждения в определённом сообществе. Имена сообществ начинаются с c/ в URL-адресе  и могут быть однозначно упомянуты в формате: !community@instance. Сообщества создаются пользователями, и являются локальными для каждого сервера, однако они могут публиковаться с других серверов. Модерацию проводят админы каждого сервера и модераторы конкретных сообществ.
Используя систему голосов за и против, пользователи могут влиять на то, какой контент будет отображаться в верхней части основных каналов и каждого сообщества. Список сообществ можно найти в Community-Browser и Explorer.
Регистрация учётной записи на любом конкретном сервере бесплатна и может требовать адрес электронной почты или одобрения администратора сервера. Регистрация учётной записи позволяет пользователю размещать сообщения в сообществах и, в некоторых случаях, создавать новые сообщества. Люди с учётными записями в других узлах Fediverse (серверы, совместимые с ActivityPub) могут отвечать на сообщения Lemmy или подписываться на сообщества Lemmy, используя свои учётные записи, отличные от Lemmy.

## Отношения с другими социальными сетями
Серверы Lemmy объединены друг с другом, что позволяет пользователю одного сервера участвовать в сообществе на другом сервере Lemmy без необходимости создавать там учётную запись; и с другими узлами Fediverse, которые используют другое программное обеспечение. ActivityPub — это протокол, позволяющий серверам Lemmy работать как федеративная социальная сеть. Это позволяет пользователям взаимодействовать с совместимыми платформами, включая Mastodon и PeerTube.
В июне 2023 года во время разногласий в сообществе Reddit, в ответ на изменения в сервисе API Reddit участники сообщества обсуждали переход на Lemmy как на одну из возможных альтернатив Reddit. Блокировка Reddit субреддита «/r/LemmyMigration», для обсуждения возможности перехода на Lemmy, привела к эффекту Стрейзанд, который привлёк внимание к Lemmy на множестве ресурсов, включая Hacker News, а бан был отменён днём позже. Lifehacker назвал Lemmy одной из «четырёх лучших» альтернатив Reddit.

## Статистика использования
Согласно сайту статистики Fediverse the-federation.info, до июня 2023 года существовало менее 100 серверов Lemmy, увеличившись к 17 июня 2023 года до 312 штук с общим числом активных пользователей около 21 тысячи человек в месяц. Самыми популярными серверами были lemmy.ml и lemmy.world, у которых было четыре и восемь тысяч активных пользователей в месяц соответственно, на 17 июня 2023 года.

## Стороннее программное обеспечение
Клиентские приложения для мобильных устройств включают Jerboa и Connect для Android, Memmy и Remmel для iOS и бета-клиент Mlem, доступный через TestFlight. В июне 2023 года Lifehacker заявил, что после изменений в Reddit API ожидается, что Sync станет клиентом Lemmy. Точно так же Boost для Reddit был преобразован в Boost для Lemmy.
1. ↑  LemmyNet (англ.). GitHub. Дата обращения: 24 декабря 2022. Архивировано 24 декабря 2022 года.
2. ↑  репозиторий
3. ↑  https://github.com/LemmyNet/lemmy
4. ↑  Release v0.0.5 Release. GitHub (5 мая 2019). Дата обращения: 5 июня 2023. Архивировано 6 июня 2023 года.
5. ↑  https://github.com/LemmyNet/lemmy/releases/tag/0.19.12 — 2025.
6. ↑  GitHub (англ.) — 2007.
7. ↑  https://github.com/LemmyNet/lemmy/blob/main/LICENSE
8. 1 2 3 4 5  Skwarecki B. The Four Best Reddit Alternatives (англ.) — 2023.
9. 1 2  Lemmy. NLnet. Дата обращения: 23 декабря 2022. Архивировано 23 декабря 2022 года.
10. ↑  Lemmy Documentation - Introduction. Lemmy. Архивировано 19 июня 2023 года.
11. ↑  Commits. GitHub (14 февраля 2019). Дата обращения: 5 июня 2023. Архивировано 7 июня 2023 года.
12. ↑  Lemmy's profile (англ.). Liberapay. Дата обращения: 10 ноября 2021. Архивировано 10 ноября 2021 года.
13. ↑  Cite web |title=Lemmy's origin story. |url=https://lemmy.ml/post/70319 Архивная копия от 9 августа 2023 на Wayback Machine
14. ↑  Top 11 Best Open Source Forum Software to Self Host [2021] (амер. англ.). It's FOSS. Дата обращения: 10 ноября 2021. Архивировано 10 ноября 2021 года.
15. ↑  Getting started with Federation. Lemmy documentation. Дата обращения: 14 января 2023. Архивировано 4 февраля 2023 года.
16. ↑  Korben.info: Lemmy – Le clone de Reddit libre et fédéré (неопр.). Korben.info. Дата обращения: 3 декабря 2021. Архивировано 29 ноября 2021 года.
17. ↑  Lemmy Community-Browser. browse.feddit.de. Дата обращения: 16 июня 2023. Архивировано 16 июня 2023 года.
18. ↑  Lemmy Explorer. lemmyverse.net. Дата обращения: 16 июня 2023. Архивировано 16 июня 2023 года.
19. ↑  Lemmy Introduction. join-lemmy.org. Дата обращения: 8 июля 2023. Архивировано 8 июля 2023 года.
20. ↑  Lemmy - A link aggregator for the fediverse. join-lemmy.org. Дата обращения: 23 декабря 2022. Архивировано 22 декабря 2022 года.
21. ↑  Meyer D. Twitter's inability to pay its rent is more urgent than building 'Twitter 2.0' (англ.) // Fortune / A. Serwer — New York City: WarnerMedia, Time Inc., 2023. — ISSN 0015-8259
22. ↑  Chowdhury A. Reddit temporarily ban subreddit and user advertising rival platform (англ.) // VideoGamer — 2023.
23. 1 2  the federation - a statistics hub. the-federation.info. Дата обращения: 17 июня 2023. Архивировано 15 июня 2023 года.
24. ↑  Jerboa for Lemmy | F-Droid - Free and Open Source Android App Repository (англ.). f-droid.org. Дата обращения: 29 декабря 2022. Архивировано 30 декабря 2022 года.
25. ↑  Remmel for Lemmy (амер. англ.). App Store. Дата обращения: 10 ноября 2021. Архивировано 10 ноября 2021 года.